# Major League Baseball Draft 2019
De Major League Draft van 2019 vond plaats van 3 tot en met 5 juni 2019 en werd gehouden in Secaucus. In de draft selecteren de teams uit de Major League Baseball amateurspelers om ze vervolgens vast te kunnen leggen voor hun organisatie. In 2019 bestond de draft voor het laatst uit 40 rondes; sindsdien duurt de draft 20 rondes. De Baltimore Orioles mochten, als slechtst presterende team in het seizoen 2018, de eerste speler selecteren. Met deze eerste selectie kozen zij Adley Rutschman. In totaal werden 1.217 spelers geselecteerd.

## Eerste ronde
| Pick | Speler                  | Team                  | Positie        | School                               |
| ---- | ----------------------- | --------------------- | -------------- | ------------------------------------ |
| #1   | Adley Rutschman         | Baltimore Orioles     | Achtervanger   | Oregon State                         |
| #2   | Bobby Witt Jr.          | Kansas City Royals    | Korte stop     | Colleyville Heritage High School     |
| #3   | Andrew Vaughn           | Chicago White Sox     | Eerste honkman | California                           |
| #4   | J. J. Bleday            | Miami Marlins         | Buitenvelder   | Vanderbilt                           |
| #5   | Riley Greene            | Detroit Tigers        | Buitenvelder   | Hagerty High School                  |
| #6   | C. J. Abrams            | San Diego Padres      | Korte stop     | Blessed Trinity Catholic High School |
| #7   | Nick Lodolo             | Cincinnati Reds       | Werper         | TCU                                  |
| #8   | Josh Jung               | Texas Rangers         | Derde honkman  | Texas Tech                           |
| #9   | Shea Langeliers         | Atlanta Braves        | Achtervanger   | Baylor                               |
| #10  | Hunter Bishop           | San Francisco Giants  | Buitenvelder   | Arizona State                        |
| #11  | Alek Manoah             | Toronto Blue Jays     | Werper         | West Virginia                        |
| #12  | Brett Baty              | New York Mets         | Derde honkman  | Lake Travis High School              |
| #13  | Keoni Cavaco            | Minnesota Twins       | Derde honkman  | Eastlake High School                 |
| #14  | Bryson Stott            | Philadelphia Phillies | Korte stop     | UNLV                                 |
| #15  | Will Wilson             | Los Angeles Angels    | Korte stop     | NC State                             |
| #16  | Carbin Carroll          | Arizona Diamondbacks  | Buitenvelder   | Lakeside School                      |
| #17  | Jackson Rutledge        | Washington Nationals  | Werper         | San Jacinto College                  |
| #18  | Quinn Priester          | Pittsburgh Pirates    | Werper         | Cary-Grove High School               |
| #19  | Zack Thompson           | St. Louis Cardinals   | Werper         | Kentucky                             |
| #20  | George Kirby            | Seattle Mariners      | Werper         | Elon                                 |
| #21  | Braden Shewmake         | Atlanta Braves        | Korte stop     | Texas A&M                            |
| #22  | Greg Jones (honkballer) | Tampa Bay Rays        | Korte stop     | UNC Wilmington                       |
| #23  | Michael Toglia          | Colorado Rockies      | Eerste honkman | UCLA                                 |
| #24  | Daniel Espino           | Cleveland Indians     | Werper         | Georgia Premier Academy              |
| #25  | Kody Hoese              | Los Angeles Dodgers   | Derde honkman  | Tulane                               |
| #26  | Blake Walston           | Arizona Diamondbacks  | Werper         | New Hanover High School              |
| #27  | Ryan Jensen             | Chicago Cubs          | Werper         | Fresno State                         |
| #28  | Ethan Small             | Milwaukee Brewers     | Werper         | Mississippi State                    |
| #29  | Logan Davidson          | Oakland Athletics     | Korte stop     | Clemson                              |
| #30  | Anthony Volpe           | New York Yankees      | Korte stop     | Delbarton School                     |
| #31  | Michael Busch           | Los Angeles Dodgers   | Tweede honkman | North Carolina                       |
| #32  | Korey Lee               | Houston Astros        | Achtervanger   | California                           |